# Флиндерс (хребет)

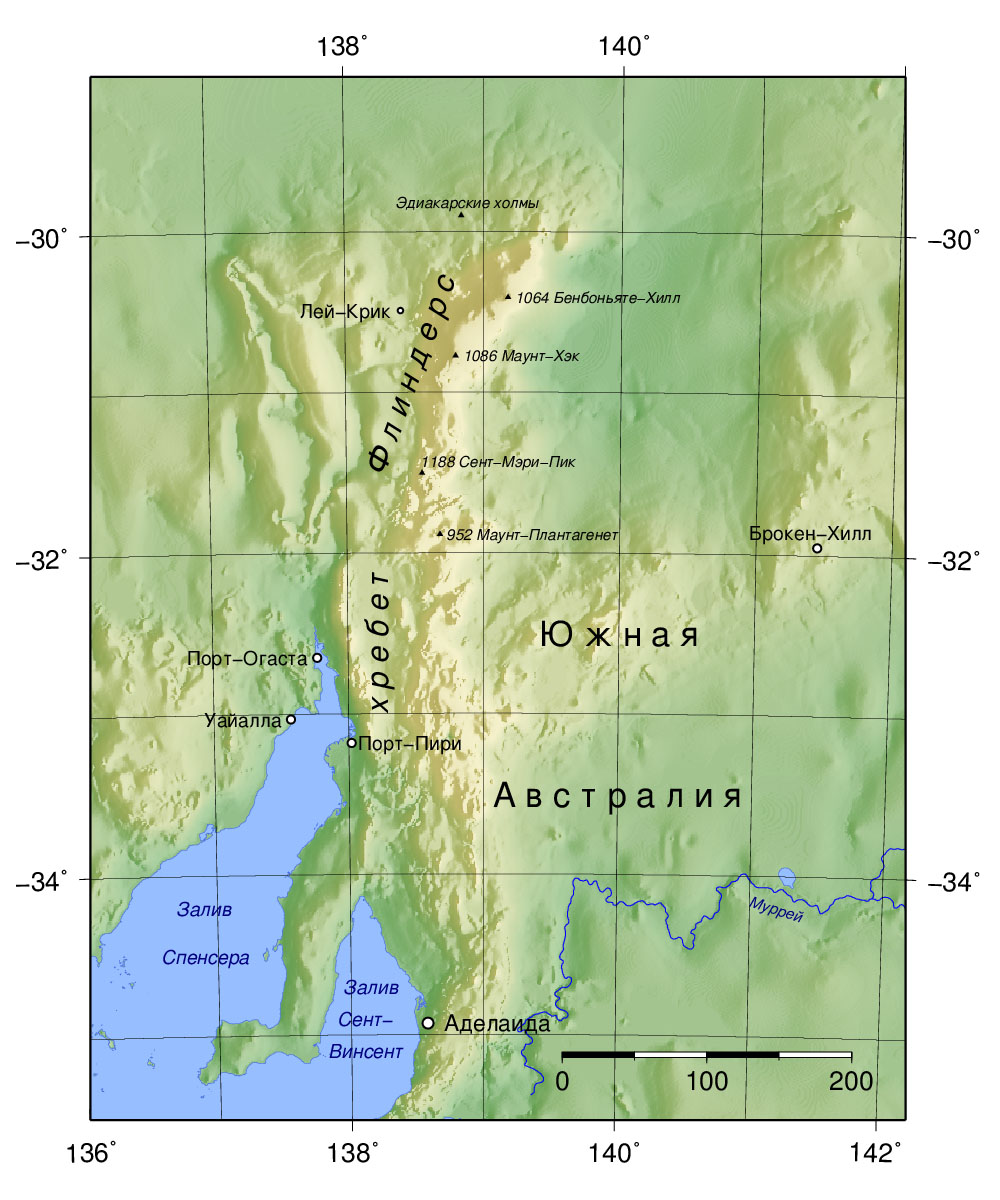
Хребет Флиндерс

Флиндерс (англ. Flinders Ranges) — горный хребет в Австралии, расположенный на территории штата Южная Австралия. Выделяется в отдельный регион.

## География
Горы Флиндерс — крупнейший горный хребет, расположенный в штате Южная Австралия, примерно в 200 км к северо-западу от города Аделаида. Простираются примерно на 430 км от населённого пункта Порт-Пири до озера Каллабонна. Высшая точка хребта, гора Сент-Мэри-Пик, достигает 1170 м.
Горы Флиндерс сложены из отложений Аделаидской геосинклинали, которые сформировались в годы неопротерозоя. В период кембрия, около 540 млн лет назад, в этой местности были отмечены процессы горообразования, в результате которых произошло формирование современных гор. Впоследствии они были подвержены сильной эрозии. Большинство возвышенностей и горных вершин в горах Флиндерс являются разрезами кварцита, обнажённого вдоль пластов. Долины же и ущелья сложены преимущественно из аргиллита, алеврита и глинистого сланца. Имеются месторождения меди, золота, серебра, барита, свинца и урана. В горах Флиндерс обнаружены многочисленные окаменелости периода докембрия.
Флора гор представлена преимущественно видами растений, которые приспособлены к полузасушливым климатическим условиям (например, эвкалипты, каллитрисы). В более влажных районах встречаются папоротники, лилии, гревиллеи. Кроме того, в горах обитает большое количество представителей австралийской фауны (в том числе, кенгуру, эму, ехидны).
На территории гор Флиндерс расположено несколько национальных парков, в том числе, Национальный парк Флиндерс-Рейнджиз.

## История
До появления первых европейских поселенцев горы Флиндерс были заселены представителями австралийских аборигенов, а именно племени атьняматана (англ. Adnyamathanha people; означает «люди холмов»).
Европейским первооткрывателем гор стал британский путешественник Мэтью Флиндерс, в честь которого и назван хребет. В 1802 году он исследовал южное побережье Австралии, тогда же им были открыты горы. В 1839 году регион был исследован Эдвардом Джоном Эйром.
В 1845 году в регионе появились первые сквоттеры, а в 1851 году на его территории были организованы первые пастбища и овцеводческие фермы. Колонизация региона сопровождалась частыми столкновениями с коренными жителями. В 1860-х годах в горах начались разработки меди.

## Интересные факты
В северной оконечности хребта Флиндерс расположены Эдиакарские холмы, где на поверхность выходят докембрийские геологические отложения, которые являются местом многочисленных палеонтологических находок, относящихся к эдиакарской биоте. Докембрийские находки такого же разнообразия и сохранности известны только в России на побережье Белого моря.